# ماريان لوبو
ماريان لوبو (بالرومانية: Marian Lupu) (و. 1966 – م) هو عالم اقتصاد، وسياسي من مولدوفا ولد في بالتسي.